# Giéville
Giéville är en kommun i departementet Manche i regionen Normandie i norra Frankrike. Kommunen ligger i kantonen Torigni-sur-Vire som tillhör arrondissementet Saint-Lô. År 2018 hade Giéville 675 invånare.

## Befolkningsutveckling
Antalet invånare i kommunen Giéville
| Referens: INSEE |